# Victoria Rifles of Canada
Ne doit pas être confondu avec le Victoria Pioneer Rifle Corps (en), un régiment de Colombie-Britannique
Le Victoria Rifles of Canada est un régiment d'infanterie de l'armée canadienne créé en 1862 et dissout en 1965 qui a pris part à des opérations lors des raids féniens, de la seconde guerre des Boers, de la Première Guerre mondiale et de la Seconde Guerre mondiale.

## Histoire
Monument hommage aux soldats du  24e Bataillon Victoria rifles  à Chérisy (Pas-de-Calais)
|  |  |  |  |

La compagnie des Victoria Rifles est créée en réaction aux tensions dans les relations anglo-américaines par la guerre civile américaine. Le premier commandant est le major William Osborne Smith.
Le régiment a connu plusieurs noms. D'abord connu sous The 3rd Battalion Volunteer Militia Rifles Canada à sa création le 22 janvier 1862, on le désigne sous le 3rd Battalion, The Victoria Volunteer Rifles of Montreal quelques mois plus tard, soit le 18 juillet 1862. Le 5 décembre 1879, il est renommé le 3rd Battalion Victoria Rifles of Canada et le 3rd Regiment Victoria Rifles of Canada le 8 mai 1900.
On le renomme The Victoria Rifles of Canada le 29 mars 1920 et simplement le Victoria Rifles of Canada le 15 novembre 1934. Le 7 novembre 1941 il change à nouveau de nom pour le 2nd (Reserve) Battalion, Victoria Rifles of Canada pour revenir au Victoria Rifles of Canada le 1er juin 1945.
Le régiment achète terrain à Montréal en 1886 et lance un projet de construction qui sera plus tard approuvé par le ministère de la Défense nationale, qui accepte éventuellement de financer la construction en échange du titre de propriété. Le manège militaire de Cathcart est achevé en janvier 1934 et est occupé par le Victoria Rifles jusqu'en sa dissolution.
Le 5 mars 1965, le régiment est réduit à des effectifs nuls et il est transféré à l'Ordre de bataille supplémentaire.

## Honneurs de bataille
Raids Féniens
- Eccles Hill

Seconde Guerre des Boers
- Afrique du Sud, 1899-1900

Première Guerre mondiale
- Ypres, 1915, 1917
- Festubert, 1915
- Bataille du mont Sorrel
- Somme, 1916, 1918
- Flers-Courcelette
- Thiepval
- Crête d'Ancre
- Arras, 1917, 1918
- Vimy, 1917
- Arleux
- Scarpe, 1917, 1918
- Côte 70
- Passchendaele
- Amiens
- Ligne Hindenburg
- Canal du Nord
- Cambrai, 1918
- Poursuite vers Mons
- France et Flandres, 1915, 1918